# 小行星5398
小行星5398（英語：5398）是一颗围绕太阳公转的小行星。1989年1月13日，上田清二、金田宏在钏路市发现了此天体。
这颗小行星的绝对星等为126.95648等。